# Португалски пас за воду
Португалски водени пас или португалски пас за воду (порт. Cão de água português) раса је паса пореклом из Португалије. Према ФЦИ класификацији спада у седму групу међу псе за воду. Настала је у средњем веку, а намена му је била да рибарима довлачи мреже, чува улов или преноси поруке са једног на други брод.

### Изглед
Португалски водени пас је средње величине. Длака му је веома густа и на тај начин одржава телесну температуру у води.Постоје два типа длаке дуга и благо таласаста или краћа и коврџава. Длака је најчешће црна или смеђа, мада може бити и бела, смеђе-бела или црно-бела. Глава му је правилне пропорције са широким носем и снажним вилицама. Очи су му округле црне или браон боје. Уши су му спуштене и срцоликог облика приљубљене уз главу. Тело је снажне грађе са дубоким грудним кошем и репом који се сужава при врху. Мужјак је обично висок 50-57 центиметара и тежак од 19-25 килограма док су женке висине од 43-52 центиметра и тежине од 16-22 килограма.

### Порекло
Потиче из Португалије из провинције Алгарве одакле се проширио по целој обали Португалије. Највероватније је настао укрштањем барбета, кери-блу-теријера и пудле.

### Младунци
Женка португалског воденог пса окоти око 3-4 младунца. Када се роде,младунци имају равну длаку и након прве недеље она почиње да се коврџа. Након две недеље потпуно личе на родитеље. После два и по месеца престају да сисају. Пуну величину достижу након 6-7 месеци.

### Нарав
Португалски водени пас је доброћудна и интелигентна раса, помало је својеглав,али веома послушан. Подноси и топло и хладно време. Може да живи и у кући и у стану али му је потребно редовно истрчавање.

### Одржавање
Португалски водени пас је углавном здрава раса. Нема генетских проблема али ако много времена проводи у води може да оглуви. Длаку треба редовно одржавати,али пошто му длака не опада погодан је и за особе алергичне на псећу длаку. Животни век им је од 10-15 година.